# Divisione cellulare

La divisione cellulare in procarioti ed eucarioti

La divisione cellulare è il processo biologico riproduttivo in cui una cellula genitrice si divide in due o più cellule figlie. Esso varia a seconda del tipo di cellula:
- la cellula procariote si divide per scissione binaria
- la cellula eucariote si può dividere:
  - per mitosi, in cui le cellule figlie sono uguali alla cellula madre.
  - per meiosi in cui le quattro cellule figlie sono aploidi ed entrano nella riproduzione sessuata